# 第181步兵師 (德國國防軍)
德國國防軍陸軍第181步兵師（德語：181. Infanterie-Division）是納粹德國國防軍陸軍的一個步兵師。該師於1939年12月組建。
自組建以來，該師大多數時間在挪威、巴爾幹半島部署，進行維持佔領區治安工作和反遊擊作戰。
該師最後於1945年5月向南斯拉夫游擊隊投降。

## 註腳
1. ↑  Mitcham（2007年）